# Benjamin Bowden

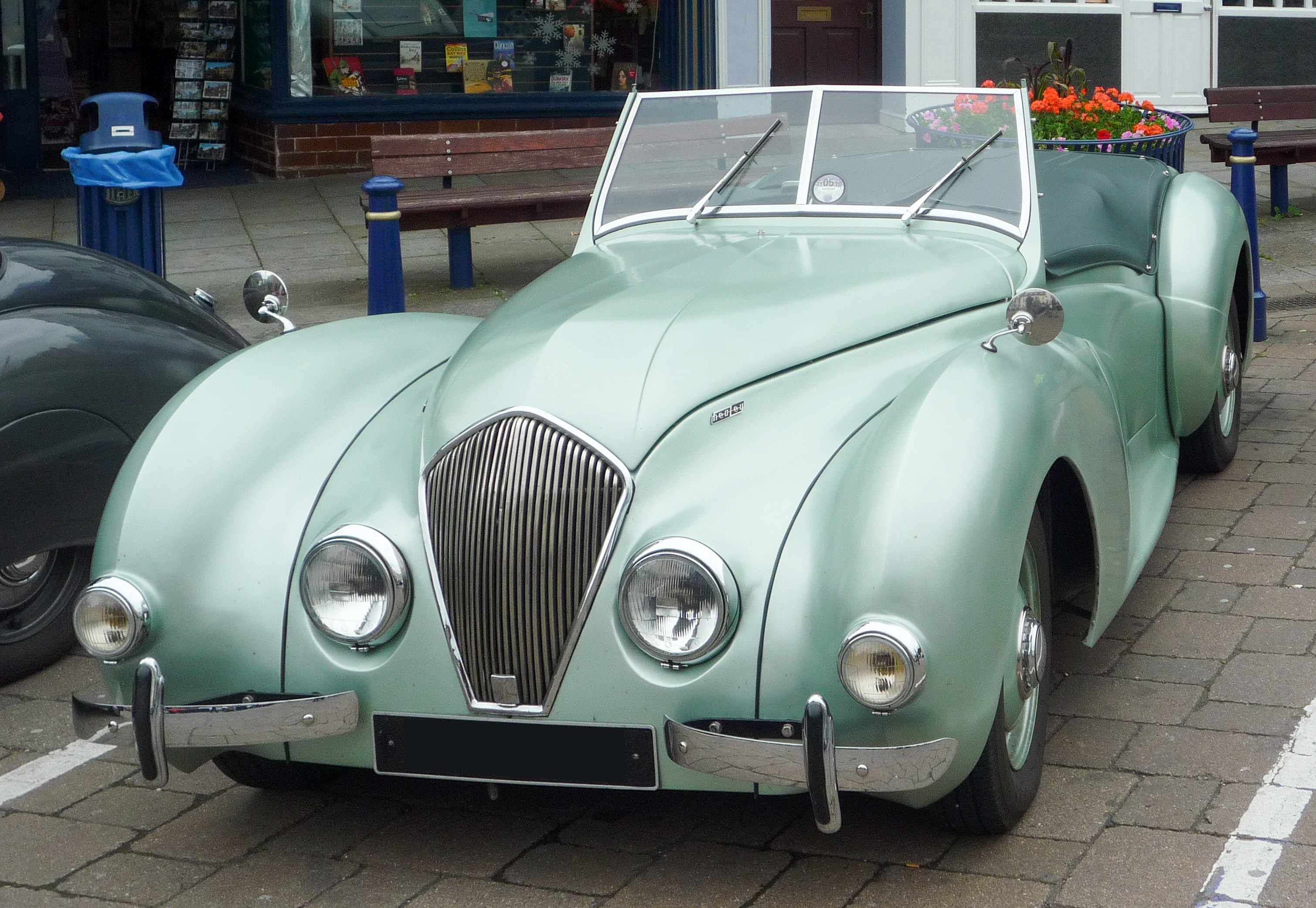
Healey Elliott von 1949

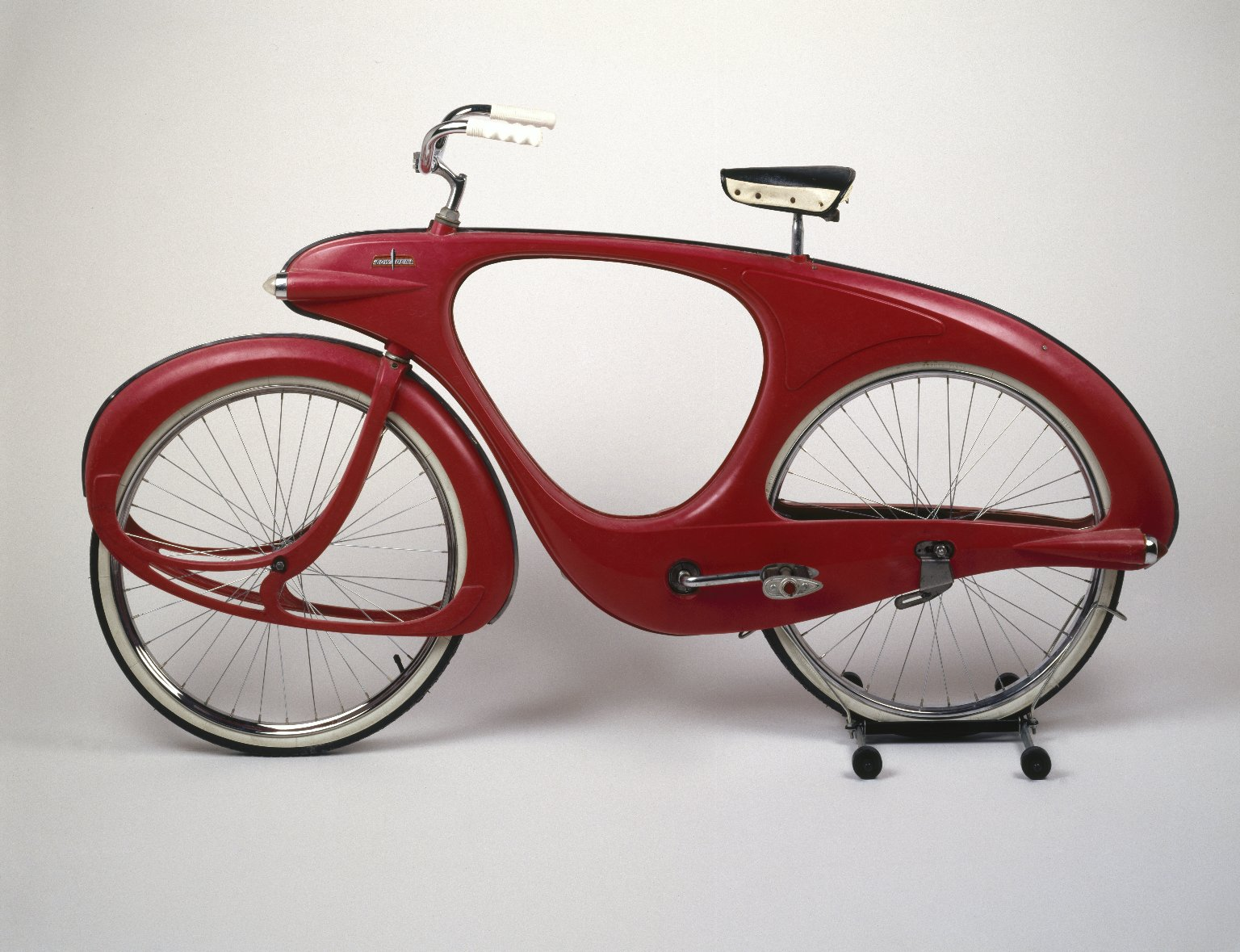
Spacelander-Fahrrad von 1947/1960

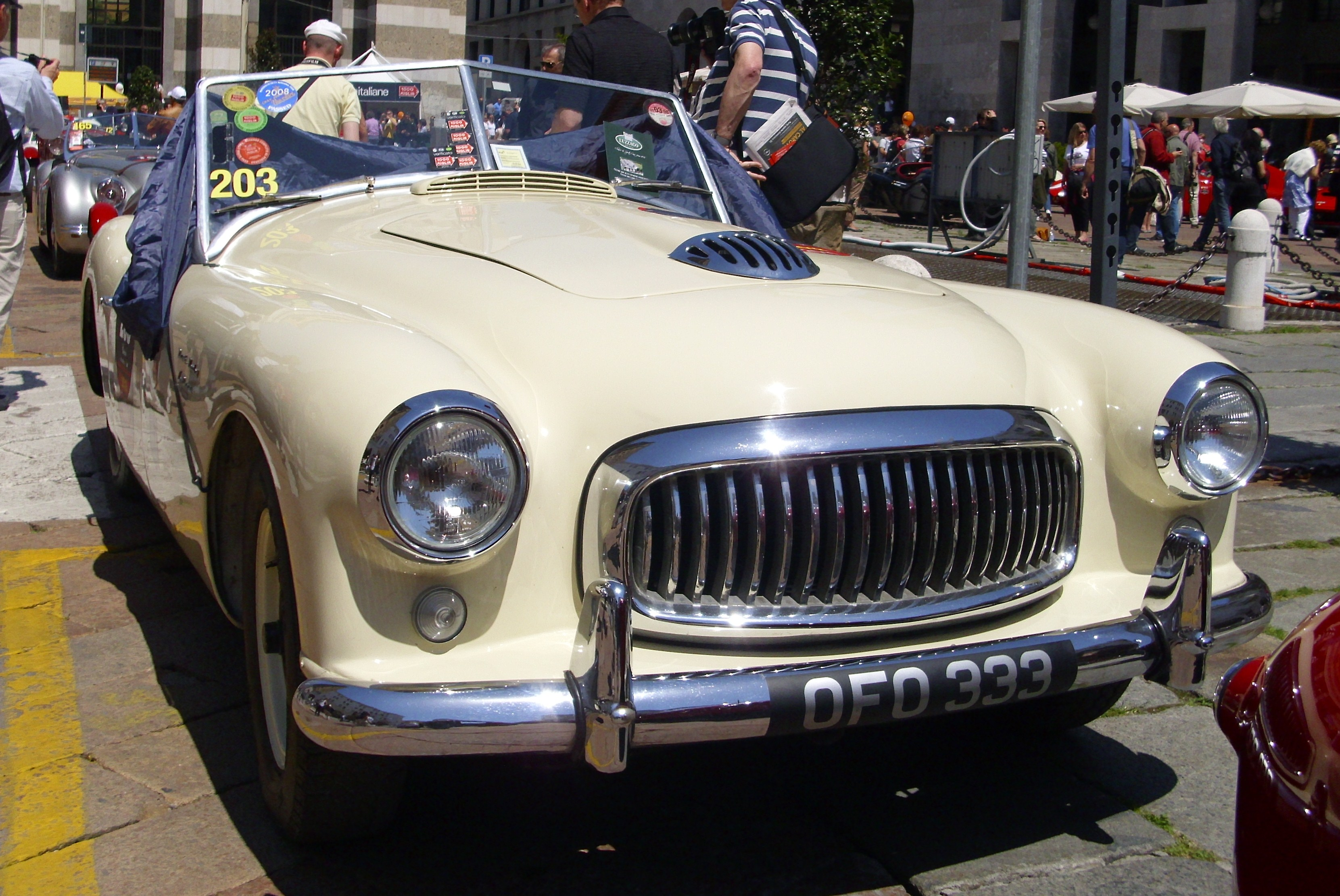
Nash-Healey von 1951

Benjamin George Bowden (* 3. Juni 1906 in North Kensington, London; † 6. März 1998 in Lake Worth, Florida) war ein britisch-US-amerikanischer Industrie-Designer. Er war hauptsächlich im Automobildesign tätig, verdankt seinen Nachruhm aber vor allem einem von ihm gestalteten Fahrrad: dem Spacelander.
Bowden war in den 1930ern Chef-Karosseriedesigner der Automarke Humber. Inspiriert durch ein Zusammentreffen mit Raymond Loewy entschloss er sich die konservative britische Autoindustrie zu verlassen. Bowden war sowohl begeistert vom Design und der Arbeitsweise von Loewys Studio als auch von den Preisen, die Loewy seinen Kunden berechnete. Erste Pläne der Unabhängigkeit scheiterten durch den Ausbruch des Zweiten Weltkriegs, Bowden gestaltete nun für Humber kriegswichtige Güter. In den 1940ern macht er sich in Leamington Spa in den West-Midlands – dem Kerngebiet der britischen Autoindustrie – selbständig und eröffnete damit eines der ersten Designstudios für Industriedesign.
Bowden gestaltete als Designer von 1946 bis 1952 die Healey-Sportwagen. Zusammen mit dem Autorennfahrer Donald Healey und dem Ingenieur Achille Sampietro entschloss er sich, kleine britische Sportwagen zu bauen. Alle drei kannten sich bereits von Humber. Und obwohl sie dem Autotyp eine große Zukunft vorhersagten, trauten sie der konservativen britischen Autoindustrie nicht zu, ein solches Auto zu bauen. Der Healey 2.4 war das erste Modell, das für einige Aufregung in der Öffentlichkeit sorgte. Der Legende nach entwarf Bowden die ersten Zeichnungen für das Auto in Originalgröße an seiner Wohnzimmerwand in Coventry. Healey gewann mit diesem Auto mehrere Autorennen in den Jahren 1947 und 1948, darunter die Mille Miglia. In den folgenden Jahren entstanden weitere Healeys, die schließlich den Grundstein für das Großserienfahrzeug Austin Healey legten. Für die britische Regierung gestaltete er ein gepanzertes Auto, das unter anderem von Georg VI. und Winston Churchill genutzt wurde. Nachdem Bowden 1952 nach Winston, Ontario übersiedelte war er unter anderem an der Gestaltung des Ford Thunderbird beteiligt. Er entwickelte die modulare Bauweise des Willys Jeep.
Bowden gestaltete das Spacelander-Fahrrad 1946 als Beitrag zu der Londonern Großausstellung Britain Can Make It im Victoria and Albert Museum. Bowden brach für das Fahrrad mit der bisherigen Tradition des Fahrradbaus. Anstelle von verschiedenen Rohren, die miteinander verschweißt wurden, entstand das Spacelander aus zwei Pressstahlrahmen, die miteinander verbunden einen hohlen Körper formen. Das Modell von 1946 enthielt einen Elektromotor, der auf Abfahrtsstrecken und beim Bremsen Energie sammelte, die dann bergauf vom Fahrer abgerufen werden konnte. Die Batterie im Fahrrad versorgte ebenso Licht, Hupe und ein eingebautes Radio mit Strom. Damalige Fahrradproduzenten betrachteten das Gerät als zu exotisch und wollten es nicht bauen. Das von Bowden vorgestellte Pressstahlverfahren wurde später von Honda für seine Mopeds und Piaggio für seine Vespas benutzt, beide begründeten damit einen Massenmarkt für preiswerte Motorroller.
Erst 1960 ging das Fahrrad in den Vereinigten Staaten in einer Kleinserie in Produktion. Das Fahrrad verzichtete auf den Elektromotor, Licht und Hupe waren aber weiterhin batteriebetrieben. Das Spacelander war aus Glasfaser statt aus Stahl, wog aber immer noch über 20 Kilogramm. Anstelle des revolutionären Antriebskonzeptes mit einer starren Welle benutzte das Spacelander einen konventionellen Kettenantrieb. Das Modell erschien in sieben Farbvarianten. Mit 522 verkauften Exemplaren fand es jedoch kaum Abnehmer und der Produzent ging Konkurs. Obwohl Bowden auch in seiner amerikanischen Karriere zahlreiche Erfolge erzielte, soll er innerlich nie den Misserfolg des Spacelanders verwunden haben.
Für die Ausstellung Make or Break, die 1986 im Royal College of Art das vierzigjährige Jubiläum von Britain Can Make It feiern sollte, war kein einziges Spacelander-Fahrrad aufzufinden. Das dort ausgestellte Modell musste anhand von Fotos neu entwickelt werden. Erst um die Jahrtausendwende begann das Fahrrad Interesse zu wecken und entwickelte sich zu einem Designklassiker. Bis Ende der 1990er stiegen die Preise für einen einzelnen Spacelander auf 15.000 US-Dollar. Seit 2011 ist ein Fahrrad in der Dauerausstellung des Brooklyn Museums zu sehen.
Neben Autos und Fahrrädern betätigte sich Bowden an vielen weiteren Objekten des Industriedesigns, darunter zum Beispiel Benzinpumpen oder Küchenarmaturen. Am Ende seiner Karriere entwarf er Panzer für General Dynamics. 1986 gab er im Alter von 79 Jahren seinen Beruf auf und zog nach Florida.
Bowden hatte eine Ausbildung als Geiger an der Guildhall School of Music and Drama genossen und sollte eigentlich Konzertmusiker werden. Durch eine Verwechslung erhielt er einen Studienplatz an der Regent Street Polytechnic, und da er auch ein starkes technisches Interesse hatte, nahm er ihn an. Seine Ausbildung absolvierte er in den 1920ern bei einem Londoner Karosseriebauer.